# さちまる。
さちまる。（1975年1月27日 - ） は、ジーニーズエンターテイメント所属の女性お笑い芸人。

## 来歴
北海道標津郡標津町出身。六人兄妹の長女であり、妹は歌手のフジモトタカコで、兄はバンド「中国釣具店」のベーシストであるナックル（2011年5月に病没）。
いとうまい子に憧れ、女優になりたいと訴えたが両親、親戚中に反対される。しかし高校卒業後に反対を振り切って北海道を出て、当時中学時代の友人が居た大阪へ。本格的に女優を目指すべく劇団に入っていたこともあったが、「可能性がありそうだから」という理由でお笑い芸人を目指すようになる。ちなみに芸人で好きなのは村上ショージだったという。その後21歳の時に東京に移る。
上京して約2年後、スクールJCAに7期生として入学。その約1年半後、同期生の長江もみらと「チャイニング」という女性カルテットを結成。『タモリのボキャブラ天国』などに出演し、1年ほどの活動を経て解散。
その後フリーで活動、「ほっかいどんたっく」というコンビを結成するも、こちらは約半年で解散（本人曰く、これを含めて2回ほど「相方の方から解散を言われた」という）。それまで本名で活動していたが、その後芸名を「さちまる」と改名。また、一時「ちむりん」においても『サラ・ゴメス』の名前で3代目お姉さん役を務めていたことがあった。
現在は「さちまる。」と改名。ものまね芸人として活動しており、主にJUJUのモノマネを得意としている。

## モンスーン
- 2006年10月21日放送のエンタの神様でのスペシャルユニット。キャッチコピーは「国境越えの季節風」
  - サラゴメス‐さちまるのモンスーンでの芸名。
    - 今でもピンでサラゴメスの芸を披露することが多い。サラゴメスはフィリピンパブのホステスという設定で、ブリッジに「サラゴメ～ス、サラゴメ～ス」という歌を挟みながら「早口言葉」「フィリピン占い」「フィリピン手紙」などのネタを演じる。

  - あゆみ ‐ サックス担当。出演当時は「ちんどんちゃん」というトリオで活動していたが、2007年7月末に解散。その後、田口あゆみ名義で女優として活動していたが、2014年に引退。

## エピソード
- モンスーンの差別ネタ事件
  - 2006年10月21日放送分でモンスーンが出演した際、東南アジアの食糧難などの諸問題を馬鹿にしたネタを披露した為、BPOなどに苦情が殺到し、批判を受けた。またこの様なネタを平然と放送する制作者側の責任を問う声も聞かれた。なお、これは10月25日の東京スポーツの社会面でも大きく取り上げられた。なお本人は「これにかなり賭けていたから、ガックリ落ち込んだ」ということで、ライブで頑張ろうと気持ちを切り替えたとのことである。

## 出演

### テレビ
- 歌うボキャブラ天国（フジテレビ）- 「チャイニング」として出演。
- エンタの神様（日本テレビ）‐「モンスーン」として出演。
- ツボ娘（TBSテレビ）- 2010年7月14日、7月28日
- とんねるずのみなさんのおかげでした（今夜は細かすぎてきたなすぎてバンザーイバンザーイ二時間スペシャル）（フジテレビ）- 2010年9月23日
- 地元応援バラエティ このへん!!トラベラー（テレビ東京）- 2012年2月13日
- ヒルナンデス!（日本テレビ）- 2019年8月13日、8月19日、9月23日、10月28日

### ラジオ
- 中本賢のヨコハマガサガサ探検隊（アール・エフ・ラジオ日本） - 水曜日・木曜日レポーター